# Dinumma mediobrunnea
Dinumma mediobrunnea là một loài bướm đêm trong họ Noctuidae.